# Texanische Indianerkriege
Die Texanischen Indianerkriege waren eine Reihe von Konflikten zwischen texanischen Siedlern, Armeeeinheiten und Prärie-Indianern.
Diese Auseinandersetzungen begannen bereits zu Zeiten, als das texanische Territorium noch unter spanischer Herrschaft stand und die ersten Siedler sich dort niederlassen wollten. Sie setzten sich fort, als Texas zu Mexiko gehörte, dauerten an, als Texas eine eigenständige Republik wurde, und endeten erst 30 Jahre später, nachdem es sich den Vereinigten Staaten angeschlossen hatte. Während es zu Beginn des etwa 50-jährigen Kampfes zwischen den Indianern und den Texanern noch verhalten zuging, intensivierte sich die Auseinandersetzung ab der Unabhängigkeit Texas’ immer mehr. Dieser Krieg wurde geprägt von tiefer Abneigung, gegenseitigen Massakern und schließlich totaler Vertreibung der Indianer.
Etwa um 1721 begannen die ersten Einwanderer aus Europa sich im Gebiet von Nacogdoches anzusiedeln.
Dieser Artikel befasst sich mit den Auseinandersetzungen zwischen 1820, kurz bevor Mexiko seine Unabhängigkeit von Spanien erlangte und 1875, als die letzte frei lebende Indianergruppe, die Comanche unter ihrem Häuptling Quanah Parker, kapitulierten und in die Fort Sill Reservation in Oklahoma zogen. Obwohl der Sieg ziemlich einseitig zugunsten der Texaner ausfiel, war die Anwendung von Gewalt auf beiden Seiten gleichmäßig vertreten.

## Indianer in Texas
Die Comanche (dt. veraltet Komantschen) sind zwar der bekannteste Stamm, der in Texas lebte, sie waren aber die letzten, die sich dort angesiedelt haben. Ihre Verbündeten, die Kiowa und die Kiowa-Apachen lebten in Westtexas, die Tonkawa, Delaware, Caddo, Wichita und Cherokee im Osten des Gebiets. Bis etwa 1650 waren die Comanche Teil der Shoshone (dt. veraltet Schoschonen), die den Oberlauf des Platte River in Wyoming besiedelten. Als die Comanche, wahrscheinlich durch Vermittlung der stammesverwandten Ute sowie der feindlichen Apachen, die Möglichkeiten, die ihnen Pferde bei der Jagd und zur Fortbewegung boten, erkannten, zogen immer größere Verbände und Gruppen (engl. bands) der Comanche nach Süden auf die texanischen Plains.
Ihre Wanderung führte sie durch die zentralen Great Plains und weiter nach Süden in ein Gebiet zwischen dem Arkansas River und nördlich des Colorado River in Zentraltexas. Der Stamm vergrößerte sich fortwährend. Dafür waren drei Gründe ausschlaggebend:
Der Überfluss an Bisons, die damit eine verlässliche Nahrungsquelle darstellten, zweitens ein Zustrom von weiteren Shoshone sowie Arapaho und schließlich die große Anzahl von erbeuteten Frauen und Kindern, die man bei rivalisierenden Stämmen (besonders den Apachen, Pawnee, Navajo, Ute, Osage u. a.) gefangen genommen hatte.
Die Comanche bildeten keinen einzelnen großen Stammesverband, sondern es gab etwa ein Dutzend autonome Gruppen, die sich dann weiter in etwa 45 Dorfgemeinschaften aufteilten. Die Gruppen sprachen zwar dieselbe Sprache und hatten eine gemeinsame Kultur, bekämpften sich aber genauso oft wie sie kooperierten. Die wichtigsten Gruppen bildeten hierbei die Kʉhtsʉtʉʉka (meistens Kotsoteka – ‘Büffelesser’), Kwaaru Nʉʉ/Kwahare (meistens Kwahadi/Quahada – ‘Antilopenesser’), Nokoninʉʉ (meistens Nokoni – ‘Die (Um-)Herumreisenden’), Penatʉka Nʉʉ (meistens Penateka – ‘Honigesser’) sowie die Yaparʉhka (meistens Yamparika – ‘(Yap)Wurzelesser’).
Vor 1750 waren die östlichen Apachen-Gruppen der Jicarilla, Mescalero und Lipan die dominierende militärische Macht in Texas. Dies änderte sich allerdings mit der Ankunft der Comanche. Etwa 1740 ließen sie sich im Bereich des Llano Estacado nieder. Dieses Gebiet reicht von Südwestoklahoma über den Texas Panhandle bis nach New Mexico.
In einer Reihe von Kriegen entrissen die Comanche zusammen mit ihren Verbündeten (Ute, Pawnee, Wichita, Tonkawa, Caddo) den Apachen die Kontrolle über die östlichen Plainsgebiete der Apacheria. Die Apachen zogen sich daraufhin in die Berge New Mexicos, Colorados und Mexikos (Chihuahua, Coahuila, Nuevo León, Tamaulipas) und die Randzonen der Plains zurück. Das somit von den Comanche neu gewonnene Gebiet wurde bald von den Spaniern als Comancheria bezeichnet.  Nun beherrschten sie ein Gebiet, das sich vom Südufer des Arkansas River über Zentraltexas bis in die Umgebung von San Antonio erstreckte, einschließlich des gesamten Edwards Plateau, westlich bis zum Pecos und dann weiter nach Norden entlang der Rocky Mountains wieder bis zum Arkansas River.

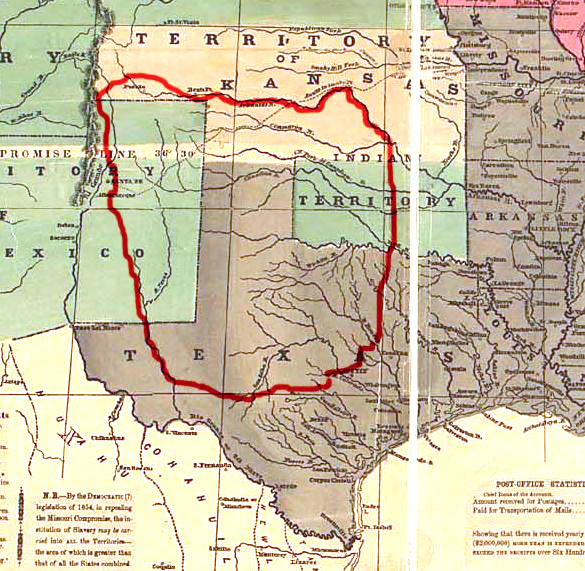
Karte der Comancheria im Jahre 1858

Nachdem die Comanche die Apachen vertrieben hatten, wurden sie zwischen 1780 und 1781 von einer Windpockenepidemie heimgesucht. Sie war so heftig, dass sie keinerlei Überfälle mehr ausführten und einzelne Dörfer sich auflösen mussten. Eine zweite Windpockenepidemie gab es im Winter 1817. Vorsichtigen Schätzungen nach soll die Hälfte der Comanche der Krankheit zum Opfer gefallen sein.
Im Herbst 1790 hielt sich ein Krieger der Kiowa längere Zeit bei den Comanche auf und vermittelte einen dauerhaften Frieden, so dass sich die beiden vormals erbittert verfeindeten Völker (zusammen mit den Freunden der Kiowa, den sog. Kiowa-Apachen – die für Comanche sich wie Apachen anhörten und daher Misstrauen hervorriefen) verbündeten. Hintergrund dieses Zusammenschlüsse dürfte der vermehrte Zustrom von Siedlern gewesen sein. Man hoffte auf diese Weise, die Jagdgründe und sich selber besser schützen zu können.

## Anglo-texanische Siedler
Gegen Ende der spanischen Herrschaft in Texas kam zunächst nur eine geringe Anzahl englischer Siedler nach Texas, da die spanischen Behörden den ausländischen Zuzug stark limitierten. Stephen F. Austin war einer der wenigen Amerikaner, die ein Stück Land in Texas zugewiesen bekamen. Als Mexiko 1821 seine Unabhängigkeit von Spanien erhielt, war der neue Staat bemüht, seine spärlich besiedelten nördlichen Provinzen zu bevölkern und gleichzeitig die Herrschaft der Comanche über die Comancheria zu bekämpfen. Da die Regierung Probleme hatte, Mexikaner dazu zu überreden, in den dünn besiedelten Provinzen zu siedeln, warben sie amerikanische Siedler dazu an.

## Frühe texanische Besiedlung (1821–1836)

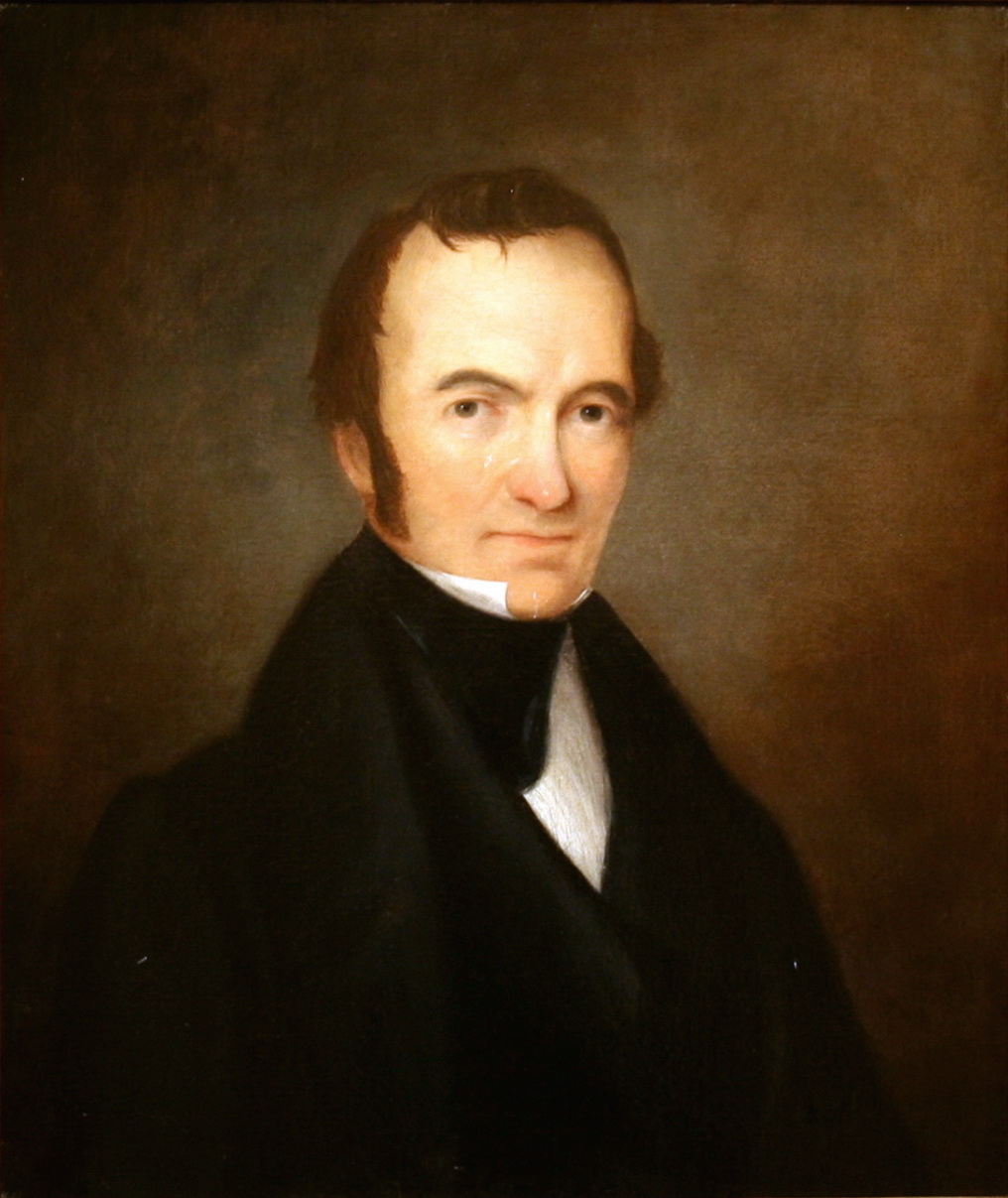
Stephen F. Austin, der auch „Vater von Texas“ genannt wird

In den 1820er Jahren versuchten die mexikanischen Behörden, den Norden weiter zu stabilisieren und schlossen eine Vereinbarung mit Stephen F. Austin. Neben der Bestätigung seiner von den Spaniern erlangten Landrechte erlaubten sie mehreren Hundert Siedlern, ins Land zu kommen. Dass dort fruchtbares Land zu bekommen war, sprach sich schnell unter den Amerikanern herum. Mehrere Tausend Siedler kamen ins Land, hatten aber kein Interesse, von Mexiko regiert zu werden. Als Mexiko 1829 die Sklaverei abschaffte, unterliefen einige texanische Ansiedlungen diese Gesetze, andere erhielten von der Regierung Ausnahmegenehmigungen.
1821 handelte Francisco Ruiz einen Vertrag mit den südlichsten und zu den größten Gruppen der Comanche gehörenden Penateka, aus, die direkt neben den Niederlassungen der Siedler in Ost- und Zentraltexas lebten. Gemäß diesem Vertrag, der im Dezember 1821 in Mexiko-Stadt unterzeichnet wurde, sollten Frieden und Freundschaft zwischen ihnen herrschen. Als die mexikanische Regierung aber zwölf Monate lang die versprochenen Geschenke nicht lieferte, begannen die Penateka mit Überfällen auf die Siedler. Nicht gehaltene Versprechungen waren auch der Grund, warum der Vertrag in New Mexico nicht eingehalten wurde, und so gab es Krieg entlang des gesamten Rio Grande.
In den Jahren 1826 und 1834 wurden zwar weitere Friedensverträge geschlossen, doch jedes Mal hielt die mexikanische Regierung ihre Versprechungen nicht ein. Die Comanche fanden unter den Siedlern in Texas vergleichsweise leichte Beute, obwohl die mexikanische Regierung 1835 wieder Kopfgelder für indianische Skalps erlaubte. Aus dem Osten waren die neuangekommenen Siedler nur friedlichere Indianerstämme gewohnt und wurden durch die Grausamkeit der Comanche und Kiowa völlig überrascht. Die Überfälle auf die Siedler nahmen derartig ernste Formen an, dass dies sogar in Washington, D.C. bekannt wurde. Die amerikanische Regierung versuchte daraufhin die amerikanischen Siedler zu schützen.
Als Sam Houston als Diplomat im Jahre 1833 nach Texas kam, um einen Friedensvertrag mit den Penateka-Comanche auszuhandeln, reagierten die mexikanischen Behörden empört, dass ein amerikanischer Diplomat auf ihrem Staatsgebiet mit den Indianern über einen Vertrag verhandelte. Houston wurde zur persona non grata erklärt und aufgefordert, das Land zu verlassen.
Tonkawa und Lenni Lenape (dt. veraltet Delaware) dagegen erklärten sich zu Freunden der Siedler, weil sie Todfeinde der Comanche waren und so Verbündete suchten. Die Comanche hassten besonders die Tonkawa, da sie Kannibalen waren und dies besonders abschreckend auf sie wirkte. Es existiert keine amerikanische Quelle, die dieses Verhalten der Tonkawa rügte, solange sie keine Siedler verspeisten.
Während der gesamten Zeit zwischen 1821 und 1835 dauerten die Indianerüberfälle an, obwohl bereits 1823 die Texas Rangers gegründet worden waren. Stephen F. Austin hatte erkannt, dass spezielle Truppen nötig waren, um gegen die Indianer, insbesondere die Comanche, zu kämpfen. Diese machten keinerlei Unterschiede zwischen mexikanischen oder amerikanischen Opfern bei ihren Überfällen. Austin gründete die erste Rangertruppe, indem er zehn Männer dafür bezahlte, die Indianer zu bekämpfen und die Grenzsiedlungen zu beschützen. Bald darauf bildeten die Siedler andere Rangerkompanien. Nach der Gründung der Republik Texas setzte sich dieser Trend fort. Für die Aufstellung einer eigenen Armee war jedoch noch kein Geld vorhanden.

### Fort Parker Massaker
Am 19. Mai 1836 überfiel ein großer Kriegstrupp aus Comanche, Kiowa, Wichita und Lenni Lenape den Siedler-Außenposten Fort Parker. Dieses Fort war im März 1834 fertig gestellt worden, um den Siedlern einen befestigten Fluchtpunkt gegen Überfälle durch Indianer zu bieten, die den Friedensvertrag nicht einhielten, den Elder John Parker mit den umliegenden Stämmen ausgehandelt hatte. Unglücklicherweise gehörten die angreifenden Comanche nicht zu den Stämmen, die an den Friedensverhandlungen teilgenommen hatten. Beim Angriff auf Fort Parker wurden fünf Männer getötet, zwei Frauen und drei Kinder wurden verschleppt. Der amerikanische Teil Texas’ reagierte geschockt auf diesen Vorfall. Der Überfall war möglicherweise die Vergeltung für den Mord an einem Lenni Lenape und seinen Söhnen wegen eines Pferdediebstahls, den sie nicht begangen hatten. Ebenso wird vermutet, dass die Stationierung einer Rangerabteilung in Fort Parker und deren Aktionen gegen die Comanche und Kiowa die Indianer wütend machte.

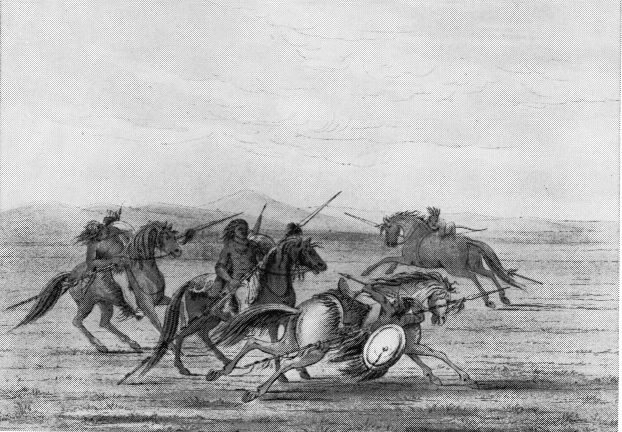
Kiowa-Krieger

#### Die entführten Parkers bei den Comanche
Obwohl die Familie Parker, insbesondere James W. Parker, dazu aufrief, Rache zu nehmen, und um Unterstützung bat, um die Verschleppten zu befreien, fand er kaum jemanden, der ihm helfen wollte. Dazu kam, dass kurz danach die Revolution in Texas begann. Sam Houston kaufte zwar eine der Entführten, Elizabeth Duty Kelog, den Indianern ab, die anderen Kinder verbrachten aber den Großteil ihres Lebens bei den Comanche. Cynthia Ann Parker lebte 25 Jahre dort, bis sie nach der Schlacht am Pease befreit wurde. John Richard Parker wurde freigekauft, kehrte aber freiwillig zu den Comanche zurück. Seine Rückkehr zu den Indianern macht wieder ein Phänomen deutlich, das viele von Indianern entführte Personen aufwiesen; sie wollten lieber bei den Indianern leben. Als Häuptling Quanah Parker (selbst ein Sohn der entführten Cynthia Anne Parker) kapitulierte, waren 30 % seiner verbliebenen Comanche Weiße oder Mexikaner.
Rachel Parker Plummer, James Parkers Tochter, war 21 Monate lang Sklavin bei den Comanche, bis sie 1838 zurückgekauft wurde. Die Bemühungen ihres Vaters hatten dazu geführt, dass Händler sie bei den Indianern entdeckten und auslösten. Sie schrieb später das erste Buch über die Gefangenschaft bei den Prärieindianern.

## Die Ära der Republik Texas 1836–1845
Das Verhältnis zu den Indianern zu Zeiten der Republik Texas lässt sich in drei Phasen einteilen.
Während der Amtszeit von Sam Houston war es vergleichsweise einfach mit den Comanche und deren Verbündeten auszukommen. Mit Geschenken konnten sie ruhig gehalten werden und wenn jemand sie bezahlte, unterließen sie Überfälle auf ihn. Houston, der selbst einen guten Ruf bei den Indianern hatte, war der Meinung, dass es billiger sei für ein paar Tausend Dollar Geschenke für die Indianer zu kaufen, als Soldaten zum Schutz dauerhaft zu bezahlen, die dann dennoch zahlenmäßig unterlegen wären, sollten sämtliche Comanche und Kiowa in den Krieg ziehen. Aufgrund der Spannungen mit Mexiko musste auch damit gerechnet werden, dass die Mexikaner die Indianer unterstützen würden.
Mirabeau B. Lamar, sein Nachfolger als Präsident von Texas, kämpfte gegen die Comanche und konnte eine Vielzahl Indianer töten. Der Nebeneffekt war, dass die Kosten die Staatskasse fast völlig leerten. Als Sam Houston ihn darauf als Präsident wieder ablöste, lag dies nicht zuletzt an Lamars verfehlter Indianerpolitik.

### Die erste Amtszeit von Sam Houston 1836–1838

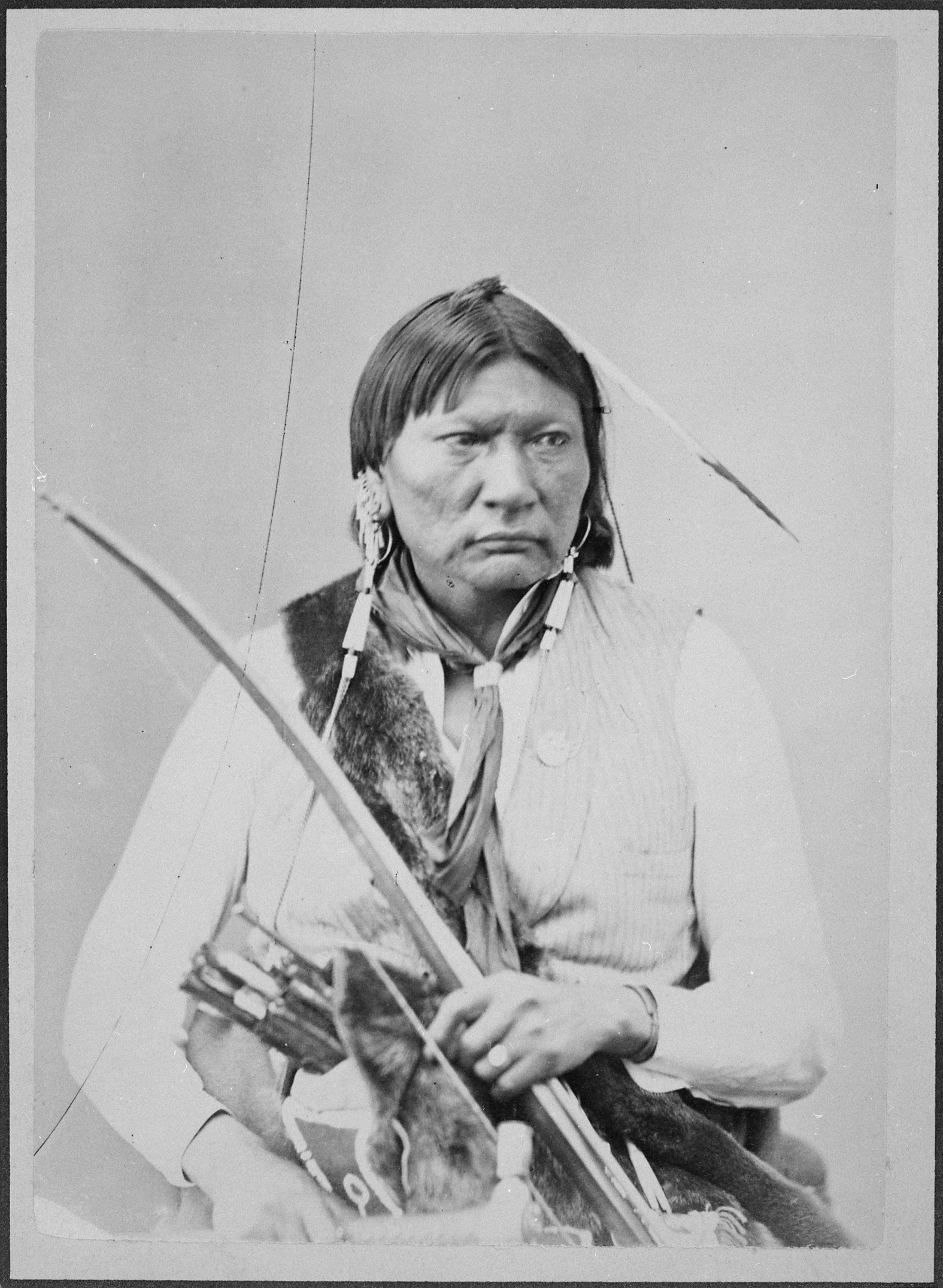
Penatuka-Komantsche um 1872.

Houstons Hauptaugenmerk in seiner ersten Amtszeit als Präsident der Republik Texas lag darauf, Texas als unabhängigen Staat zu etablieren. Deshalb hatte er keinerlei Mittel, einen Krieg mit den Prärie-Indianern zu beginnen. Während die Texas Rangers dazu dienten, kriminelle Indianer und weiße Banditen zu bekämpfen, benutzte Houston die Diplomatie und Geschenke dazu, Frieden mit den Comanche und Kiowa an der Grenze zu bewahren. Obwohl Houston früher bei den Cherokee gelebt hatte und er unter den Indianern wegen seines fairen und anständigen Umgangs mit den Cherokee hohes Ansehen genoss, bekam er während seiner Amtszeit das einzig wirkliche Problem mit Indianern mit den Cherokee.
Im Februar 1836 verhandelte er ein Abkommen mit den Cherokee, wodurch er bis zur „Cordova Rebellion“ keine Probleme mehr mit den „zivilisierten“ Stämmen hatte, obwohl er es nicht schaffte, das Parlament dazu zu bringen, den Vertrag zu ratifizieren, der den Cherokee Landbesitz zusprach. Dies sollte nicht das einzige Mal bleiben, dass das Parlament Verträge ablehnte, die Houston mit Indianern schließen wollte. Immer ging es bei diesen Verträgen um Landbesitz für die Indianer.
Den Höhepunkt des Indianerproblems während Houstons Amtszeit bildete die Cordova-Rebellion. Es bestehen Hinweise darauf, dass sich in einer groß angelegten Verschwörung Cherokee und Mexikaner zusammengeschlossen hatten, um durch einen Aufstand die neue Republik von Texas dazu zu zwingen, sich wieder Mexiko anzuschließen. Zunächst weigerte sich Houston zu glauben, dass seine Freunde, die Cherokee, sich daran beteiligen würden, und weigerte sich sie festzunehmen. So schaffte er es schließlich auch, die Rebellion ohne Blutvergießen zu beenden. Als Houston aus dem Amt schied, herrschte Frieden mit den Indianern.

### Die Amtszeit von Präsident Lamar 1838–1841

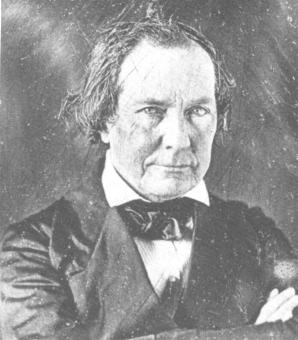
Mirabeau B. Lamar

Mirabeau B. Lamar, der Nachfolger von Sam Houston im Präsidentenamt, verfolgte eine grundlegend andere Indianerpolitik und erklärte 1839: „Der weiße Mann und der rote Mann können nicht in Harmonie zusammenleben. Die Natur verbietet es.“
Seine Antwort auf das Indianerproblem war: „…einen rigorosen Krieg gegen sie zu führen und sie ohne Gnade und Milde bis zu ihren Verstecken zu verfolgen, bis sie merken, dass die Flucht aus unserem Land, ohne Hoffnung auf Rückkehr, den Geißeln des Krieges vorzuziehen ist“.
Präsident Lamar war damit der erste Staatsbeamte, der eine Umsiedlung versuchte, d. h. die Deportation von Indianern zu Orten, die keinen Kontakt mehr mit weißen Siedlern hatten. Diese Politik ging davon aus, dass es möglich sein könnte, eine feste Grenzlinie zu ziehen, hinter der die Indianer in Zukunft leben könnten, ohne dass sich Siedler dort niederließen. Lamar war überzeugt davon, dass die Cherokee nicht mehr in Texas leben dürften, da sie sich an der Cordova-Rebellion beteiligt hatten. Der Cherokeekrieg und die folgende Umsiedlung der Cherokee begannen kurz nach Lamars Amtsantritt.

#### Der Cherokee-Krieg 1838–1839
Obwohl den Cherokee Land versprochen worden war, weil sie während des texanischen Unabhängigkeitskriegs neutral geblieben waren, forderte Präsident Lamar sie auf, freiwillig auf ihr Land und ihre Besitztümer zu verzichten und in die Vereinigten Staaten nach Oklahoma zu ziehen, in die dortigen Indianergebiete. Houston, der ihnen bei den Verhandlungen während der Cordova-Rebellion die versprochenen Ansprüche zugestanden hatte, protestierte vergeblich dagegen.
Im Mai 1839 wurde im Besitz des mexikanischen Spions Manuel Flores ein Brief entdeckt, in dem von Plänen gesprochen wurde, die Indianer im Auftrag der mexikanischen Regierung anzuwerben, um gegen texanische Siedler zu kämpfen. Lamar, der durch diesen Brief die öffentliche Meinung hinter sich hatte, beschloss daraufhin, die osttexanischen Indianer umzusiedeln. Als sie sich weigerten, schickte er Truppen, die die Umsiedlung durchsetzten.

##### Die Schlacht von Neches
Am 12. Juli 1839 schickte die Miliz eine Friedenskommission zu den Indianern, um über die Umsiedlung zu verhandeln. Widerstrebend verhandelten die Cherokee daraufhin über einen Vertrag, der sie zur Umsiedlung zwang. Sie sollten aber für die verlorene Maisernte und die Kosten der Umsiedlung bezahlt werden. Die Cherokee sagten zu, dass sie innerhalb der nächsten 48 Stunden abziehen würden, weigerten sich aber, den Vertrag zu unterzeichnen, weil darin vorgesehen war, dass sie unter Bewachung bis zur texanischen Grenze gebracht werden sollten.
Am 15. Juli 1839 wies die Miliz die Kommission an, den Indianern mitzuteilen, dass texanische Truppen auf dem Marsch zu ihrem Lager seien und dass diejenigen Indianer, die friedlich abziehen wollten, eine weiße Fahne tragen sollten. Am 15. und 16. Juli griffen daraufhin mehrere texanische Milizen unter General K. H. Douglass, Edward Burleson, Albert S. Johnston und David G. Burnet die Cherokee, Lenni Lenape und Shawnee unter dem Cherokeehäuptling Bowles an. Dieses Gefecht wurde als Schlacht von Neches bekannt. Die Indianer versuchten, im Dorf Widerstand zu leisten. Als dies misslang, versuchten sie, sich zu reformieren, was ebenfalls nicht gelang. Etwa 100 Indianer und drei Milizsoldaten wurden getötet. Als Häuptling Bowles starb, hielt er einen Säbel in der Hand, den ihm Sam Houston geschenkt hatte. Nach dem Kampf flohen die Cherokee nach Arkansas und Osttexas war praktisch frei von organisierten indianischen Siedlungen. Ihr Land wurde Siedlern übergeben.

#### Lamar und die Präriestämme
Lamars Erfolg die Cherokee zu vertreiben, einen relativ friedlichen Stamm, ermunterte ihn, das gleiche mit den Prärieindianern zu machen. Um dies durchzuführen, benötigte Lamar eine Armee und stellte deshalb unter enormen Kosten eine auf.
Die Republik Texas hatte zum Zeitpunkt ihrer Unabhängigkeit aber lediglich 30.000 Einwohner.
Während die Vertreibung der Cherokee mit ihren 2000 Stammesmitgliedern noch leicht zu bewerkstelligen gewesen war, standen ihnen nun aber etwa 15.000 Indianer der Comanche und Kiowa gegenüber. Es gab in Texas nur Miliztruppen und keine regulären Soldaten. Die Marine war während Houstons Amtszeit sogar noch verkleinert worden. Lamar hatte also weder genug Soldaten noch genug Geld, um seine Indianerpolitik zu verfolgen, ließ sich aber dennoch nicht davon abbringen.  Lamars Amtszeit war geprägt von eskalierender Gewalt zwischen den Comanche Bands und weißen Siedlern. Als die Comanche im Palo Duro Canyon überwinterten, hätte man sie festsetzen können, aber es gab dazu nicht genug Ranger. Dennoch waren Ende des Jahres 1839 einige friedlich eingestellte Häuptlinge der großen und mächtigen Penatʉka Nʉʉ (Penateka) Band zu der Erkenntnis gekommen, dass ein Friedensvertrag in ihrem Interesse sein könnte. Sie waren der Meinung, dass es ihnen sowieso nicht gelingen würde, die Siedler aus ihrem Land zu vertreiben, wie sie es mit den Apachen gemacht hatten. Dazu kamen Probleme mit Überfällen von Cheyenne und Arapaho an der nördlichen Grenze und ein starker Bevölkerungsrückgang bei den Stämmen durch mehrere Windpockenepidemien der vergangenen Jahre. Einen Zweifrontenkrieg mit Texas Rangern und feindlichen Indianerstämmen wollten sie nicht führen. Sie schlugen ein Treffen mit den Weißen vor, in dem eine anerkannte Grenze zwischen Texas und der Comancheria gezogen werden sollte.
Der führende Kriegshäuptling und Medizinmann der Penatʉka Nʉʉ (Penateka) Band Po-cha-na-quar-hip („Erektion, die nicht vergeht“, ca. *1790/1800 - †1870, besser bekannt als Buffalo Hump, ein Name, der ihm von amerikanischen Medien gegeben wurde) war allerdings mit diesem Vorschlag nicht einverstanden, weil er Lamar und seinen Abgesandten nicht traute. Die übrigen 11 Comanche Bands waren sowieso nicht an den Friedensverhandlungen beteiligt. Wie viele damalige Unterhändler oder Vertragspartner der Texaner/Amerikaner ging man aus „praktischen“ Gründen davon aus, dass die Häuptlinge die Friedensverhandlungen für das gesamte Volk der Comanche führen würden und dass alle Stämme nun bereit wären zu kapitulieren.
Sein Kriegsminister Albert S. Johnston gab Anweisungen heraus, aus denen klar wird, dass Lamar erwartete, dass die Comanche als ein Volk reagieren würden und sich seiner Machtdemonstration beugen würden. Johnston sandte Milizen nach San Antonio mit detaillierten Anweisungen. Er schrieb an Lieutenant Colonel William S. Fisher, Kommandant des 1. Infanterieregiments:
„Sollten die Comanche ohne ihre Gefangenen kommen, was sie tun wollten, soweit wir es verstanden haben, werden Sie sie festnehmen. Einige sollen als Boten zu ihrem Stamm geschickt werden, um ihnen zu sagen, dass die festgenommenen als Geiseln gehalten werden, bis die Gefangenen ausgeliefert worden sind. Danach werden die Geiseln freigelassen.“

#### Kampf am Council House

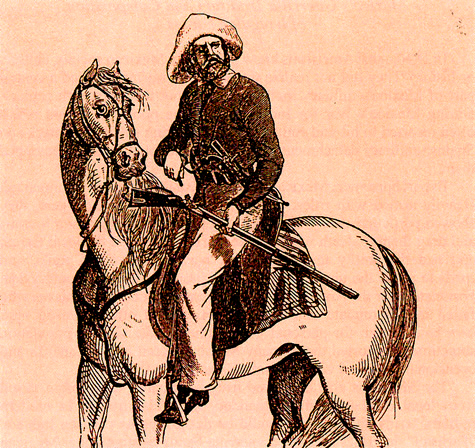
Texas Ranger im Jahre 1846

Als die Penateka-Abgesandten zu den Friedensverhandlungen im Januar 1840 nach San Antonio kamen, war kein anderer Stamm vertreten. Die Unterhändler der Regierung hielten sich an Lamars Anweisungen und verlangten die Auslieferung aller von den Penateka festgehaltenen Gefangenen. Zusätzlich verlangten sie, dass die Comanche Zentraltexas verlassen müssten, alle Überfalle einzustellen hatten und weiße Siedlungen nicht aufsuchen dürften.
Die angebotenen Geschenke reizten die Penateka wohl derart, dass am 19. März 1840 eine Abordnung der Penateka mit Gefangenen in San Antonio erschien. 33 Häuptlinge und Krieger sowie 32 andere Stammesmitglieder erschienen unter der Führung von Häuptling Muk-wah-ruh und hatten nur einige wenige Gefangene dabei, hauptsächlich mehrere mexikanische Kinder und Matilda Lockhart. Die 16-jährige Lockhart war 1838 zusammen mit ihrer Schwester verschleppt worden und beklagte, dass sie körperlich und sexuell misshandelt worden sei. Brandwunden und die Verstümmelung ihrer Nase bestätigten ihre Schilderungen. Sie erzählte weiterhin, dass noch 15 weitere Gefangene in den Händen der Comanche seien und dass der Stamm sie gegen Lösegeld einzeln verkaufen würde.
Die Texaner forderten die Comanche auf, die übrigen Gefangenen auch sofort freizulassen, was sie aber nicht tun konnten, selbst wenn sie gewollt hätten. Beispielsweise hatten der Kriegshäuptling der Penateka Buffalo Hump sowie der Häuptling der Nokoni, Peta Nocona, es bereits abgelehnt, ihre Gefangenen freizulassen. Die Gefangenen waren bereits in ihre Stämme integriert, da sie keinerlei Unterschied machten zwischen geborenen und „adoptierten“ Stammesmitgliedern. In diesem Moment der Verhandlungen wurden die Türen des Council House, wo die Verhandlungen stattfanden, durch die Milizen aufgestoßen und den erstaunten Comanche wurde befohlen sich zu ergeben. Sie hatten ihre Bögen, Lanzen und Schusswaffen draußen abgelegt, da sie davon ausgegangen waren, als Parlamentäre Immunität zu genießen. Lediglich ihre Messer hatten sie am Gürtel. Dennoch zogen sie die Messer, riefen nach den übrigen Kriegern im Hof und kämpften verzweifelt. Bis auf einen wurden alle Comanche im Haus getötet. Insgesamt gab es 35 Tote und 29 Indianer wurden gefangen genommen.

#### Nachwirkungen: Der Great Raid und Plum Creek
Als Rache für den Mord an den 33 Comanche-Häuptlingen beim Council House wurden bis auf drei alle gefangenen Weißen gefoltert und getötet. Die drei Überlebenden waren zuvor schon vom Stamm adoptiert worden.
Buffalo Hump wollte weitere Rache und sammelte seine Krieger. Er schickte Boten zu allen anderen Comanche, den Kiowa und den Kiowa-Apachen. Er bekam dadurch etwa 500 Krieger zusammen sowie 400 Frauen und Kinder, die sie versorgten. Buffalo Hump zog mit seiner großen Streitmacht vom Edwards Plateau (dem einstigen Streif- und Herrschaftsgebiet der Penateka) bis zum Golf von Mexiko und überfiel alles, was auf dem Weg lag. Dieser Feldzug wurde auch als Great Raid (dt. der ‘Große Raubzug’)bekannt.
Nachdem sie Victoria und Linnville, damals der zweitgrößte Hafen von Texas, geplündert und niedergebrannt hatten, waren sie im Besitz von Tausenden Pferden und Maultieren. Sie leerten auch sämtliche Lagerhäuser der Städte.
Die Bevölkerung von Linnville flüchtete aufs Meer, von wo aus sie tatenlos zusehen musste, wie ihre Stadt von den Indianern geplündert und niedergebrannt wurde.
Bei Plum Creek in der Nähe von Lockhart passierte ein Vorfall, von dem Militärhistoriker meinen, dass er sich unter normalen Umständen niemals so zugetragen hätte. Mehrere hundert Milizreiter unter Matthew Caldwell und Ed Burleson sowie sämtliche Rangerkompanien griffen die berittenen Comanche an, obwohl diese damals zu den besten berittenen Kriegern zählten. Es entwickelte sich ein Verfolgungsgefecht, bei dem die Comanche versuchten, ihre Beute zu schützen. Ironischerweise wurden die Comanche durch eine Eigenart gerettet, die üblicherweise ihnen selber zugeschrieben wird: Habgier. Die Milizen eroberten Maultiere mit mehreren Hunderttausend Dollar in Goldbarren auf dem Rücken. Die Miliz beendete sofort die Verfolgung, teilte die Beute unter sich auf und ritt nach Hause. Nach Angaben der Miliz sollen 80 Comanche getötet worden sein, aber es wurden nur 12 Leichen entdeckt. Beide Seiten ritten zufrieden nach Hause – die Comanche mit 3000 gestohlenen Pferden und anderer Beute, die Miliz mit mehreren Hunderttausend Dollar in Goldbarren.
Die Präsidentschaftszeit von Lamar endete mit einer Vielzahl von Überfällen durch die Indianer und Vergeltungsaktionen der Texaner, die aber oft zum Scheitern verurteilt waren. Buffalo Hump setzte seinen Krieg gegen die Texaner fort und Lamar hoffte vergeblich auf eine Entscheidungsschlacht, bei der er seine Ranger und die Miliz massiv einsetzen und die Prärieindianer endgültig vertreiben könnte. Die Comanche hatten aber ihre Lehren aus Plum Creek gezogen und vermieden es direkt mit der Miliz zusammenzutreffen. Sie fürchteten deren Kanonen und wollten nicht gegen konzentriertes Gewehrfeuer angreifen. Allein 1840 gab Lamar 2,5 Millionen Dollar für den Kampf gegen die Comanche aus, mehr als die Republik in seiner zweijährigen Amtszeit eingenommen hatte.

### Sam Houstons zweite Amtszeit 1841–1844

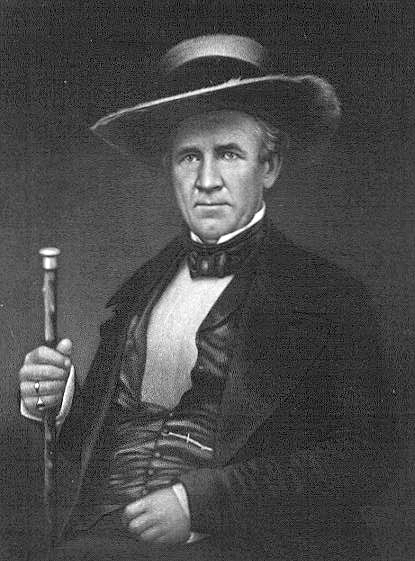
Sam Houston

Sam Houston war nach seiner ersten Amtszeit als Präsident abgewählt worden, weil sein Gegner Lamar eine harte Anti-Indianerpolitik versprach. Nach dem Great Raid und hunderten von kleineren Überfällen sowie dem Bankrott der Staatskasse dachten die Einwohner anders über Lamars Politik und wählten erneut Sam Houston mit großer Mehrheit zum Präsidenten.
Houstons Indianerpolitik bestand darin, die große Mehrheit der regulären Truppen zu entlassen und stattdessen vier neue Rangerkompanien aufzustellen, die an der Grenze patrouillieren sollten. Gleichzeitig wies er die Ranger aber auch an, die Indianergebiete vor eindringenden Siedlern und illegalen Händlern zu schützen. Houston wollte den Teufelskreis der Gewalt und Rache beenden, der während Lamars Amtszeit außer Kontrolle geraten war. Houston erlaubte den Texas Rangern zwar streng gegen Übertretungen seitens der Indianer vorzugehen, sie suchten aber nicht die Konfrontation. Wenn es Plünderungen durch Indianer gab, waren die Ranger angewiesen die wahren Schuldigen zu verfolgen und nicht unschuldige Indianer zu bestrafen, bloß weil sie Indianer waren.
Houston suchte auch Gespräche mit den Indianern. Die Caddo waren die ersten, die darauf eingingen, und so konnte im August 1842 ein Vertrag geschlossen werden. Danach weitete er seine Verhandlungen auf die anderen Stämme bis auf die Comanche aus. Diese hatten eigene Bedingungen für einen Friedensvertrag. Im März 1843 traf Houston ein Abkommen mit den Lenni Lenape, Wichita und einigen anderen Stämmen. Daraufhin begann auch Buffalo Hump, der Houston vertraute, mit Verhandlungen. Im August 1843 wurde zwischen den Comanche, ihren Verbündeten und den Texanern ein vorläufiger Vertrag über einen Waffenstillstand geschlossen. Im Oktober 1843 stimmten die Comanche einem Treffen mit Sam Houston zu, um über einen Friedensvertrag zu verhandeln. Nach den Ereignissen von Council House zeigt dieses Treffen, wie großes Vertrauen Buffalo Hump zu Houston hatte.
Im Frühjahr 1844 unterzeichneten Buffalo Hump und die Kriegshäuptlinge Santa Anna und Old Owl einen Vertrag in Tehuacana Creek, in dem sie zustimmten, sämtliche weiße Gefangenen auszuliefern und ihre Überfälle auf texanische Siedlungen einzustellen. Im Gegenzug würden die Texaner ihre Militäraktionen gegen die Indianer einstellen, weitere Handelsposten einrichten und die Grenze zwischen Texas und der Comancheria anerkennen.
Die verbündeten Stämme der Comanche, die Waco, Tawakoni, Kiowa, Kiowa-Apachen und Wichita, stimmten der Vereinbarung ebenfalls zu. Am Ende seiner Amtszeit hatte Präsident Houston weniger als 250.000 Dollar für seine Indianerpolitik ausgegeben und hatte Frieden geschaffen. Ein Friedensvertrag wartete nur noch darauf, vom texanischen Parlament ratifiziert zu werden.

### Die Amtszeit von Präsident Jones 1845 bis zum Ende der Republik
Solange die Republik Texas noch bestand, führte Präsident Anson Jones den Staat. Er setzte die Indianerpolitik seines Vorgängers Houston fort, mit der Ausnahme, dass er wie viele andere texanische Politiker eine feste Grenze zwischen Texas und der Comancheria ablehnte. Daher unterstützte er diejenigen Politiker, die diese Klausel im Vertrag beseitigen wollten.

## Ende der Republik und Anschluss an die Vereinigten Staaten 1845–1861
Als der Senat von Texas die Klausel über die Grenze aus der Endfassung des Vertrags entfernte, kündigte Buffalo Hump die Abmachung und die Feindseligkeiten flammten erneut auf. Dies war eines der letzten Entscheidungen des texanischen Senats, da sich der Staat den Vereinigten Staaten anschloss.
Am 28. Februar 1845 verabschiedete der US-Kongress ein Gesetz, der die beantragte Annektierung Texas’ besiegelte und den Staat am 29. Dezember 1845 zum Teil der USA machte. Ein Hauptgrund des Anschlusses war, dass die USA versprachen einen Großteil der texanischen Schulden zu übernehmen. 1852 wurden im Gegenzug dafür weite Teile von Texas an die Bundesregierung übertragen. Diese Landstriche gehören heute zu den Bundesstaaten Colorado, Kansas, Oklahoma, New Mexico und Wyoming.
Der Beitritt des Staates zu den USA war der Anfang vom Ende der Prärie-Indianer. Die Regierung hatte sowohl die finanziellen Mittel als auch die entsprechenden Truppen zur Verfügung, um die Politik der „Umsiedlung“ durchzusetzen, was dann auch passierte. Dies wurde auch Buffalo Hump im Mai 1846 klar und er begann Friedensverhandlungen in Council Springs. Schließlich schloss er einen Friedensvertrag mit den Vereinigten Staaten.
In den späten 1840er und 1850er Jahren verhielt sich Buffalo Hump daraufhin friedlich.
1849 führte er John S. Fords Expedition von San Antonio nach El Paso. 1856 musste er schließlich sein Volk in die neugeschaffene Brazos River Reservation führen.
Wiederholt suchten weiße Pferdediebe und illegale Siedler die Reservation heim. Die Stämme waren andererseits unzufrieden mit ihrer eingeschränkten Freiheit und der schlechten Nahrungsmittelversorgung. All dies führte dazu, dass Buffalo Hump 1858 die Penateka aus der Reservation herausführte.

### Der Mord an Robert Neighbors
Etwa zu der Zeit, als Siedler damit begannen, die Indianer in ihrer texanischen Reservation anzugreifen, zog sich der Indianeragent der Bundesregierung, Robert Neighbors, den Hass der texanischen Siedler zu. Neighbors beschwerte sich darüber, dass die Armeeoffiziere aus den reservationsnahen Armeeposten Fort Belknap und Camp Cooper ihn nicht unterstützten und auch die Indianer nicht schützten. Trotz ständiger Todesdrohungen zögerte Neighbors nicht seine Pflicht zu tun und die Indianer zu schützen. Schließlich schaffte er es doch mit Hilfe der Armee, die weißen Siedler aus der Reservation herauszuhalten. Neighbor merkte aber, dass diese Situation nicht von Dauer sein konnte und die Indianer in Texas nicht mehr sicher sein würden. Es gelang ihm daraufhin im August 1859, sie in eine Reservation im Indianer-Territorium umzusiedeln. Auf dem Rückweg von dort rastete er in einer Siedlung in der Nähe von Fort Belknap. Als er am 14. September 1859 gerade mit einem Siedler sprach, schoss ihm ein Mann namens Edward Cornett in den Rücken und tötete ihn.
Historiker gehen davon aus, dass dieser Mord in Zusammenhang stand mit Neighbors Bemühungen die Indianer zu schützen. Neighbor kannte seinen Mörder möglicherweise überhaupt nicht. Er wurde auf dem Friedhof von Fort Belknap beigesetzt.

### Angriff auf Buffalo Humps Lager
Während die Penateka unter der Führung von Buffalo Hump in den Bergen von Wichita lagerten, wurden die Reste des einst mächtigsten Comanche-Stammes im Süden Texas von der amerikanischen Armee unter Major Earl van Dorn angegriffen. Van Dorn wusste angeblich nicht, dass Buffalo Humps Stamm kurz zuvor einen Friedensvertrag mit der amerikanischen Regierung in Fort Arbuckle unterzeichnet hatte. Etwa 80 Stammesmitglieder, hauptsächlich Frauen und Kinder, wurden getötet. Trotzdem meldete van Dorn den Angriff auf ein friedliches Lager als „Schlacht“ mit den Comanche an seine Vorgesetzten und bis heute wird von einigen Historikern das Massaker als „Schlacht in den Wichitabergen“ bezeichnet.
Buffalo Hump, der alt und müde geworden war, zog mit den Resten seines Volkes weiter in die Kiowa-Comanche-Reservation bei Fort Cobb im Indianer-Territorium in Oklahoma. Dort fragte er nach einem Haus und Land, um als Farmer zu arbeiten. Damit wollte er seinem Volk ein Beispiel geben, wie sie zukünftig leben sollten. Er starb schließlich dort im Jahre 1870.

### Der Antelope Hill Feldzug und Little Robe Creek 1858
In den Jahren 1856–1858 ging es an der texanischen Grenze teilweise sehr blutig zu, da immer mehr Siedler in die Comancheria eindrangen. 1858 war auch das Jahr, in dem zum ersten Mal Truppen in die Comancheria eindrangen, während des so genannten Antelope Hill Feldzugs, der in der Schlacht von Little Robe Creek gipfelte. Die Schlacht stellte gleichzeitig den Anfang vom Ende einer lebensfähigen Volksgemeinschaft der Comanche dar, da sie massiv in ihrem Stammland angegriffen wurden. Wertvolle Jagdgründe wurden besiedelt und Weiden für die Pferdeherden wurden großflächig untergepflügt. Den Comanche wurde nicht zuletzt durch den Überfall auf Buffalo Humps Lager klar, dass sie außerhalb der Reservation nicht sicher leben würden können. Ihre Antwort waren mehrere blutige Überfälle in Texas. 1858 gab es nur noch 5 der 12 Comanche-Stämme, wovon einer, die Penateka, mittlerweile nur noch ein paar Hundert Personen stark war, die im Reservat lebten.
Als den Comanche klar wurde, dass ihre Art zu leben auszusterben drohte, schlugen sie mit unerbittlicher Härte zurück. Die US-Armee stand dieser Gewalt zunächst hilflos gegenüber. Es sah auch so aus, als wenn politische Gründe einer Strafexpedition entgegenstanden, zumal Bundesrecht und mehrere Verträge verboten mit Truppen in das Indianer-Territorium einzudringen. Da dort eine Vielzahl von Stämmen wie die Cherokee friedlich als Farmer lebten, wollte man diesen Frieden nicht gefährden. Die Comanche und Kiowa nutzten dies allerdings aus, indem sie zwar im Comancheria-Teil des Indianer-Territoriums lebten, zu ihren Raubzügen auf texanische Siedler aber nach Texas eindrangen und sich danach wieder zurückzogen.
Die Beziehungen zwischen den Bundesbehörden, dem Staat Texas und den Indianerstämmen wurden außerdem noch durch eine Rechtsvorschrift belastet, die im Zuge des Anschlusses Texas’ an die Vereinigten Staaten beschlossen worden war. Durch die amerikanische Verfassung war festgelegt worden, dass in Indianerangelegenheiten die Bundesbehörden zuständig seien. Ab 1846 galt dies also auch für Texas. Während aber in anderen Bundesstaaten Washington die Kontrolle über staatliche Grundstücke und Indianerangelegenheiten hatte, war dies beim Anschluss von Texas anders geregelt worden und Texas behielt die Kontrolle über den eigenen Grundbesitz. So war es also in den anderen Bundesstaaten möglich seitens des Bundes Reservate auf staatlichen Grundstücken auszuweisen, in Texas aber nicht ohne Zustimmung des Staates. Texas war aber nicht bereit, Reservate auf eigenem Staatsgebiet zu dulden, andererseits war Texas froh, dass der Bund für die Kosten der Indianerangelegenheiten aufkam. Die damaligen Indianeragenten des Bundes in Texas sahen keine Möglichkeit mit den Stämmen Friedensverträge abzuschließen, wenn man den Indianern kein Landrecht zugestehen konnte.

#### Das Eindringen in die Comancheria 1858
Der Gouverneur von Texas, Hardin Richard Runnels, hatte 1856 seinen Wahlkampf mit dem Versprechen bestritten, dass er die Indianerüberfälle beenden werde. Einen Dämpfer erhielt er aber, als die in Texas stationierte 2. Kavallerie nach Utah verlegt wurde und schließlich ganz aufgelöst wurde.
Daraufhin beschloss Runnels Rangerbattalione, die beim Anschluss Texas’ an die Union aufgelöst worden waren, wieder zu reaktivieren. Am 27. Januar 1858 ernannte Runnels John Salmon „Rip“ Ford zum Hauptmann und Kommandanten der Texas Rangers, der Miliz sowie der befreundeten Indianertruppen. Ford war ein Veteran des Mexikanisch-Amerikanischen Kriegs und erfahrener Indianerkämpfer. Runnels befahl ihm die Comanche auf ihrem Land, der Comancheria, anzugreifen.
Ford hatte keine Skrupel Indianerdörfer anzugreifen und jeden Bewohner, den er finden konnte, abzuschlachten. Als simple Begründung reichte ihm, dass die Comanche auf ähnliche Art mit den Siedlern verfuhren.  Runnels gab Ford eindeutige Befehle: „Ich möchte noch einmal eindringlich betonen, dass energisch gehandelt werden muss. Folgen Sie jeder Spur und allen Spuren feindlicher oder feindlich wirkender Indianer, die sie entdecken, und wenn möglich holen sie sie ein und bestrafen sie, wenn sie sich als feindlich darstellen.“
Am 19. März 1858 reiste Ford in die Brazos Reservation, die ungefähr in den Grenzen der heutigen Stadt Fort Worth lag, und integrierte den Stamm der Tonkawa in seine Truppen. Ford und der Tonkawahäuptling Placido waren entschlossen, den Comanche und Kiowa in ihre Stammesgebiete entlang des Canadian River und in den Wichita-Bergen zu folgen. Wenn möglich wollten sie „ihre Krieger töten, die Vorräte vernichten, ihre Lager und Familien angreifen und dadurch ihnen die Möglichkeit (zu) nehmen, Krieg zu führen“.
Im April 1858 gründete Ford Camp Runnels in der Nähe der Stadt Belknap. Ford war erneut von Runnell angewiesen worden, „…jeder und allen Spuren von feindlichen oder feindlich wirkenden Indianern zu folgen und den härtesten Strafbefehl auszuführen, ohne sich von irgendjemandem hindern zu lassen“ (Damit waren die US-Bundesbehörden gemeint, deren Armee und Indianerbeauftragte versuchen könnten, mit Verweis auf Bundesrecht oder gültige Verträge den Zutritt zum Indianer-Territorium in Oklahoma zu verweigern). Am 15. April überquerte Ford zusammen mit den Tonkawakriegern und Anadarko- und Shawneescouts aus dem Brazosreservat in Texas den Red River und drang ins Indianer-Territorium ein. Sie zogen weiter in den Teil der Comancheria, der zum Territorium gehörte. Damit verletzte er Bundesrecht und mehrere Verträge. Später sagte er dazu, dass es seine Aufgabe gewesen sei, „…Indianer zu finden und zu bekämpfen und nicht Geographie zu lernen“.

#### Die Schlacht von Little Robe Creek
Im Morgengrauen des 12. Mai 1858 begannen Fords Ranger und die Tonkawa den Angriff auf ein Comanche-Dorf, der den gesamten Tag dauerte. Eigentlich handelte es sich bei dieser Schlacht um drei verschiedene Gefechte, die sich über den Tag verteilten. Das erste Gefecht begann, als ein Dorf angegriffen wurde, das die Rangerscouts entdeckt hatten.
Das nächste Gefecht schloss sich an, als das größere Dorf von Häuptling Iron Jacket weiter flussaufwärts am Canadian angegriffen wurde. Iron Jacket wurde bei diesem Gefecht getötet, sein Dorf konnte jedoch zunächst gerettet werden, weil Häuptling Peta Nocona mit seinen Nokoni-Kriegern zu Hilfe kam. Ford zog sich daraufhin entlang des Canadian zurück. Peta Nocona wusste, dass seine Krieger keine Chance haben würden, wenn sie Ford in offener Feldschlacht gegenübertreten würden, und suchte deshalb nicht den Kampf. Stattdessen versuchte er einzelne Gruppen von Rangern oder Tonkawakriegern in Kämpfe zu verwickeln. Damit wollte er den Vormarsch des Feindes verlangsamen, damit die weiter flussaufwärts gelegenen Dörfer Zeit hatten, sich zurückzuziehen. Dies gelang ihm auch.
Bemerkenswert ist die Schlacht von Little Robe Creek auch deswegen, weil die Texaner neben den rechtlichen Verstößen und der Tötung Unschuldiger den Tonkawa erlaubten, einige der gefallenen Comanche aufzuessen, um durch diesen rituellen Kannibalismus die Stärke des Gegners in sich aufzunehmen.

#### Auswirkungen von Little Robe Creek: 1858–1860
Die Schlacht von Little Robe Creek verkörpert das typische Beispiel, wie in den texanischen Indianerkriegen mit Frauen und Kindern umgegangen wurde. Ford, der beschuldigt wurde, in allen seinen Kämpfen gegen die Prärieindianer keine Rücksicht auf Frauen und Kinder genommen zu haben, tat die Angelegenheit damit ab, dass „…es schwierig ist, zwischen Kriegern und Squaws zu unterscheiden“. Anhand dieser morbiden Späße sieht man deutlich, dass es Ford egal war, welches Geschlecht oder Alter seine Opfer hatten. Ford benutzte den Tod texanischer Siedler, einschließlich deren Frauen und Kinder, als Rechtfertigung, alle Indianer, egal welchen Geschlechts oder Alters, als Kämpfer anzusehen.
Die Tonkawakrieger feierten den Sieg, indem sie ihre Pferde mit Händen und Füßen der getöteten Comanche als Trophäen schmückten. „Die Ranger bemerkten, dass den toten Gegnern mehrere Körperteile fehlten und die Tonkawa blutige Behälter trugen, die auf ein schreckliches Siegesfest an jenem Abend hinwiesen.“ Der Schuppenpanzer von Häuptling Iron Jacket lag auf seinem Leichnam „wie Schindeln auf dem Dach“ und die Ranger zerschnitten ihn und nahmen die Teile als Trophäen mit.
Die Angriffe in den Antelope Hills zeigten, dass die Comanche nicht mehr in der Lage waren ihre Dörfer in der Comancheria zu schützen.

##### Die „Belohnung“ der Tonkawa
Die anderen Indianerstämme vergaßen den Tonkawa nie, dass sie mit den Texanern zusammen gekämpft hatten. Trotz aller Bitten ihres Häuptlings Placido, sein Volk zu schützen, mussten sie die Brazos-Reservation verlassen und wurden in eine Reservation in Oklahoma umgesiedelt, wo sie zusammen mit Lenni Lenape-, Shawnee- und Caddostämmen leben mussten. 1862 schlossen sich diese Stämme zusammen und griffen die Tonkawa an. 133 der 309 übrig gebliebenen Tonkawa wurden dabei getötet, unter ihnen der Häuptling Placido. Heutzutage gibt es nur noch 15 Tonkawa-Familien in der Reservation in Oklahoma.

### Die Schlacht am Pease River 1860

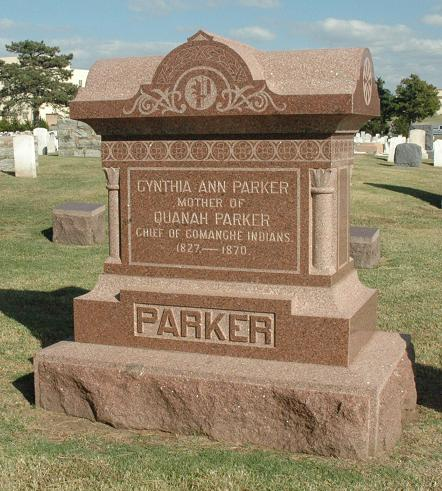
Cynthia Anne Parkers Grabstein

Es gibt zwei Versionen, was am 18. Dezember 1860 am Mule Creek bei Margaret, Texas im Ford County passierte. Die offizielle Version ist, dass Lawrence Sullivan Ross und seine Leute einen Trupp von Nokoni-Comanche verfolgte und vernichtete, unter ihnen auch den Anführer Peta Nocona. Laut Häuptling Quanah Parkers Version soll sein Vater (Peta Nocona) an diesem Tag nicht dort gewesen sein und bei den getöteten Nokoni soll es sich um Frauen und Kinder gehandelt haben, die dort in einem Lager Büffelhäute und -fleisch trockneten.
Beide Seiten sind sich aber einig, dass Ross mit seinen Rangern und der Miliz im Morgengrauen des 18. Dezember 1860 eine Gruppe von Nokoni entdeckte, die am Mule Creek lagerte, einem Zufluss des Pease River. Bis auf eine Frau und zwei Kinder wurden alle getötet. Man hatte bemerkt, dass es sich um eine weiße Frau handelte. Sie wurde später als Cynthia Ann Parker identifiziert. Die Kinder waren ein zehnjähriger Junge und Cynthia Parkers Baby „Prairie Flower“.
Cynthia Parker wurde zu ihrer Familie zurückgebracht, die sie streng bewachte, um zu verhindern, dass sie zu ihrem Mann und den anderen Kindern zurückkehren konnte. Nachdem ihre Tochter an Grippe gestorben war, hungerte sie sich zu Tode, weil ihre Bewacher ihr nicht erlaubten, zu den Comanche zurückzukehren und zu versuchen, ihren Mann und ihre Söhne zu finden.

## Der Bürgerkrieg als Aufschub 1861–1865
Der Sezessionskrieg zwischen den konföderierten Südstaaten und den Nordstaaten der USA trug dazu bei, dass sich die gewaltsamen Übergriffe der Prärieindianer gegen die Siedler verstärkten, nachdem die Kavallerie das Indianer-Territorium wegen des Krieges hatte verlassen müssen und viele Ranger sich der konföderierten Armee angeschlossen hatten. Die Comanche und andere Präriestämme begannen damit, Ansiedlungen in der Comancheria zu beseitigen. Die Grenze zu Texas wurde teilweise bis zu 150 km zurückverlegt und die Prärie war übersät mit verlassenen und niedergebrannten Farmen und Siedlungen.
Die indianische Bevölkerung war aber nicht mehr so groß, dass sie wieder Kontrolle über die gesamte Comancheria ausüben konnte.

### Der Elm-Creek-Überfall
Im Spätherbst des Jahres 1864 überfiel eine Truppe von 500 bis 1000 Comanche und Kiowa in Young County, Texas, die Gegend um Fort Murrah im Middle Brazos River Country. Sie belagerten die Bevölkerung im Fort und stahlen jede Kuh, jedes Pferd und Maultier in der Gegend. Die Bürgerwehr schaffte es, das Fort zu verteidigen, und die Indianer zogen sich nach Norden zurück. Dabei nahmen sie 10 Frauen und Kinder als Gefangene mit.

### Die erste Schlacht von Adobe Walls
Die erste Schlacht von Adobe Walls fand am 26. November 1864 bei den Ruinen von William Bents Handelsposten und Saloon am Canadian in Hutchinson County, Texas, statt. Es war eine der größten Schlachten zwischen Weißen und Indianern in den Great Plains, gemessen an der Zahl der Beteiligten. Sie kam zustande, weil General James Henry Carleton, der Kommandant des Militärdistrikts von New Mexico, sich dazu entschlossen hatte, die Angriffe von Comanche und Kiowa auf Trecks bei Santa Fe zu bestrafen. Die Indianer sahen die Trecks als Eindringlinge an, die die Bisons töteten, die die Indianer zum Überleben brauchten.
Oberst Kit Carson wurde das Kommando über die 1. Kavallerie, eine Abteilung der Freiwilligen aus New Mexico, übergeben und ihm wurde aufgetragen zu den Winterlagern der Comanche und Kiowa zu ziehen und sie anzugreifen. Diese Winterlager sollten sich irgendwo am Südufer des Canadian befinden. Am 10. November 1864 zog Carson mit 335 Kavalleristen und 75 Ute- und Jicarilla Apachen-Scouts los. Diese hatte Carson auf Lucien Maxwells Ranch bei Cimarron, New Mexico angeworben. Am 12. November 1864 zogen Carsons Truppen den Canadian entlang zum Texas Panhandle. Sie wurden begleitet von Leutnant George H. Pettis mit zwei Haubitzen und führten 27 Planwagen, einen Sanitätswagen und Verpflegung für 45 Tage mit. Carson entschied sich dafür zunächst nach Adobe Walls zu ziehen, da er die Gegend kannte, weil er dort 20 Jahre zuvor gearbeitet hatte. Ungünstiges Wetter, einschließlich eines frühen Schneesturms verlangsamten das Vorwärtskommen und so konnten sie erst am 25. November 1864 Mule Springs erreichen. Bis Adobe Walls waren es von dort aus noch 45 km. Scouts entdeckten ein großes Indianerlager bei Adobe Walls und Carson befahl der Kavallerie und den Planwagen mit den beiden Haubitzen vorzurücken.
Etwa zwei Stunden nach Sonnenaufgang des 26. November 1864 griff die Kavallerie ein Dorf der Kiowa an, das aus 150 Zelten bestand. Häuptling Dohäsan und seine Leute flohen, alarmierten allerdings ein nahe gelegenes Comanche-Dorf. Carson marschierte danach weiter nach Adobe Walls und erreichte die Ruinenstadt gegen 10 Uhr desselben Tages. Er richtete dort zunächst ein Lazarett ein. Bestürzt musste er feststellen, dass sich in der Umgebung unzählige Indianerdörfer befanden, u. a. ein sehr großes Dorf der Comanche mit etwa 3.000 – 5.000 Indianern. Dies war viel mehr Widerstand, als er erwartet hatte. Die Kiowa griffen daraufhin auch an. Häuptling Dohäsan wurde dabei von den Häuptlingen Stumbling Bear und Satanta unterstützt. Als Carsons Truppen die Munition ausging, befahl er am Nachmittag, sich zurückzuziehen. Die wütenden Indianer versuchten den Rückzug dadurch zu verhindern, dass sie das Präriegras und die Büsche am Fluss in Brand setzten. Carson zog sich daraufhin auf höher gelegenes Gelände zurück und konnte durch die beiden Haubitzen die Indianer auf Distanz halten. Als der Abend kam, wies Carson einige seiner Scouts an, ein Kiowadorf niederzubrennen. Der Kiowahäuptling Iron Shirt wurde dabei getötet, weil er sich weigerte, sein Tipi zu verlassen. Carsons Mission wurde im Nachhinein als Erfolg gewertet, obwohl er sich vom Schlachtfeld hatte zurückziehen müssen.

## Die letzten Jahre der Präriestämme
Das Ende des Bürgerkrieges führte auch zum Ende der Prärieindianerstämme. Die Regierung hatte ein Millionenheer und konnte so praktisch jeden Widerstand der Indianer brechen. Es war also nur noch eine Frage der Zeit, bis die letzten Indianer kapitulieren würden.

### Die Büffeljäger
Die Büffel waren nicht die einzige Nahrungsquelle der Indianer, aber sie lieferten fast alles, um in der Prärie überleben zu können. Die Prärieindianer hatten ihre gesamte Kultur und ihre Lebensweise auf die Büffel ausgerichtet:
„…24 bis 28 Präriestämme hatten herausgefunden, wie man den Büffel auf 52 verschiedene Arten nutzen kann, um Nahrung, Vorräte, Kriegs- und Jagdgeräte und ähnliche Dinge herzustellen. So wurden die Hufe beispielsweise gekocht, um Leim daraus zu machen. Der höckerartige Rücken wurde wegen seiner Festigkeit dazu benutzt Schilde zu machen, die Häute wurden zum Tipeebau benutzt. Für ein Zelt brauchte man zwischen 12 und 14 Häuten.“
Der Armee war bekannt, dass der einfachste und schnellste Weg, die Indianer in die Reservation zu treiben durch die Vernichtung der Büffel zu erreichen war, da ihnen dadurch die Lebensgrundlage entzogen wurde. In der Folgezeit wurden dann auch zwischen 15 und 60 Millionen Büffel durch Jäger getötet. 1899 gab es nur noch etwa 1.000 lebende Büffel.

### Überfall auf den Warren Treck
1871 überfiel der Kiowahäuptling Satanta mehrere Planwagentrecks in Texas. Sein Verderben kam dann aber durch den Überfall auf den Warren Treck am 18. Mai 1871. Kurz vor dem Angriff auf den Treck ließen die Indianer noch einen Lazarettwagen mit geringer Bewachung vorbeifahren. In diesem Wagen befand sich General William T. Sherman. Der Treck begann beim Angriff sofort damit, eine Wagenburg zu bauen und alle Maultiere wurden in die Mitte des Kreises gebracht. Es gelang den Indianern aber trotzdem sämtliche Vorräte des Trecks zu stehlen und sieben Kutscher zu töten und zu verstümmeln. Fünf anderen gelang es zu fliehen. Sobald die Armee von diesem Überfall erfuhr, verfolgten Oberst Ranald Mackenzie und General Sherman die Indianer. Da Satanta öffentlich damit geprahlt hatte, dass er zusammen mit Satank und Big Tree den Überfall durchgeführt hätte, wurden sie von Sherman festgenommen.

#### Erster Prozess gegen Indianerhäuptlinge
General Sherman ordnete an, dass die Häuptlinge vor Gericht gestellt werden sollten, und eröffnete damit den ersten Prozess, der gegen Indianerhäuptlinge geführt wurde.
Die drei Häuptlinge wurden nach Jacksboro gebracht und dort des Mordes angeklagt. Auf der Fahrt dorthin wurde Satank bei einem Fluchtversuch bei Fort Richardson erschossen. Er hatte angefangen, sein Todeslied zu singen, und versucht, einer der Wachen das Gewehr zu entreißen. Bevor er schießen konnte, wurde er selbst erschossen. Zunächst blieb sein Körper unbeerdigt auf der Straße liegen, weil seine Familienangehörigen Angst hatten, ihn dort wegzuholen. Oberst Mackenzie versicherte der Familie aber, dass sie dies unbehelligt tun konnten. General Sherman wollte durch den Prozess in Jacksboro ein Zeichen setzen. Er konnte nicht vorhersehen, dass der Prozess zum Spektakel wurde. Zunächst einmal hielten sich die beiden Rechtsanwälte, die die Armee beauftragt hatte, die beiden Kiowa zu vertreten, nicht an die Vorgaben, die sie von der Armee erhalten hatten, sondern versuchten, ihre Mandanten wirklich zu verteidigen. Ihre Prozessstrategie beinhaltete, die beiden Häuptlinge als diejenigen darzustellen, die einen Krieg führten, um ihrem Volk das Überleben zu sichern. Dies führte zu weltweiter Aufmerksamkeit, und immer mehr Gegner dieser Gerichtsverhandlung traten auf den Plan. Auch das Büro für Indianerangelegenheiten meldete sich zu Wort und vertrat die Auffassung, dass die Häuptlinge keiner zivilen Gerichtsbarkeit unterstehen würden, weil ihr Volk im Krieg mit den Vereinigten Staaten stehe. Die Häuptlinge äußerten nichts zu ihrer Verteidigung. Satanta warnte davor, was passieren würde, wenn er gehängt würde: „Ich bin ein großer Häuptling meines Volkes. Wenn ihr mich tötet, wird es wie ein Funke im Präriegras wirken. Er wird ein großes Feuer verursachen – ein schreckliches Feuer!“
Dennoch wurde Satanta des Mordes schuldig gesprochen und zum Tode verurteilt, genauso wie Big Tree. Edmund J. Davis, der Gouverneur von Texas, geriet allerdings unter Druck durch die Führer der so genannten Quäker-Friedensbewegung und änderte daraufhin das Urteil des Gerichts von der Todesstrafe in lebenslange Haft um. Satanta und Big Tree verbrachten zwei Jahre im Staatsgefängnis von Huntsville, bis sie entlassen wurden.

#### Satantas weiteres Schicksal

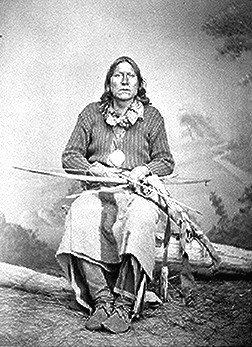
Häuptling Satanta

Satanta wurde 1873 entlassen und ihm wurde nachgesagt, dass er schon bald wieder damit begann, Büffeljäger anzugreifen und auch bei dem Überfall auf Adobe Walls beteiligt gewesen zu sein. Die Kiowa hingegen stritten ab, dass er an der Schlacht beteiligt war, er habe seine Kriegslanze und andere Symbole des Kriegshäuptlings an jüngere, aggressivere Krieger weitergegeben. Die Regierung ging aber davon aus, dass er an der Schlacht beteiligt gewesen war, damit gegen seine Bewährungsauflagen verstoßen hätte und wieder eingesperrt werden müsste. Satanta kapitulierte im Oktober 1874 und wurde wieder ins Staatsgefängnis gebracht. Seine Bewacher im Gefängnis berichteten, dass Satanta bei Straßenarbeiten in den ursprünglichen Jagdgebieten seines Volkes eingesetzt wurde und dort oft betrübt und abwesend wirkte. In seinem Buch „Geschichte von Texas“ erzählt Clarence Wharton auch von Satantas Gefängniszeit:
„nachdem er 1874 ins Gefängnis zurückgebracht worden war, sah er keine Chance mehr zu fliehen. Eine Zeit lang musste er in Ketten beim Bau der M.K.&T. Eisenbahn helfen. Während dieser Zeit wurde er sehr verbittert und seine Seele war gebrochen. Er wurde beobachtet, wie er stundenlang durch die Gitterstäbe seiner Zelle nach Norden blickte, in Richtung der Jagdgründe seines Volkes.“
Satanta brachte sich am 11. Oktober 1878 durch einen Sprung aus dem Fenster des Gefängnishospitals um.
Big Tree wurde ebenfalls wieder eingesperrt, aber nicht wie Satanta nach Huntsville gebracht. Er war, anders als Satanta, nicht auf dem Schlachtfeld gesehen worden.

### Die Schlacht an der North Fork des Red River
1872 wurde klar, dass die Quäker-Friedenspolitik ein kompletter Fehlschlag war. Dennoch war sie geltendes Recht, und daher konnten Truppen aus Fort Sill nicht offiziell gegen die Komantschen eingesetzt werden. Die Armee war jedoch darauf erpicht, die Comanche in ihrem Stammland, der Comancheria anzugreifen, was sie dann 1872 auch taten.
Ein gefangengenommener Comanchero, Edwardo Ortiz, erzählte der Armee, dass die Comanche sich in einem Winterlager auf den Llano Estacado (Staked Plains) entlang des Red River befinden würden. General Christopher C. Augur, der Kommandant des Departements von Texas, entsandte daraufhin Hauptmann Napoleon Bonaparte McLaughlin von Fort Concho aus auf eine Aufklärungsmission. McLaughlin begann diese auf zwei Monate angelegte Patrouille im Frühjahr 1872 und kehrte mit der Nachricht zurück, dass sich wirklich der Hauptteil der Comanche in Lagern bei den Staked Plains befand. Ortiz versicherte weiterhin, dass das Gelände ideal sei, um sich dort mit Armeetruppen zu bewegen. General Augur befahl daraufhin Oberst Ranald Mackenzie nach San Antonio, um die Strategie zu besprechen. Nach dem Treffen startete die Armee einen Feldzug gegen die Comanche in den Staked Plains.
Am 28. September 1872 griff eine Kavallerieeinheit unter Oberst Mackenzie ein Comanche-Dorf in der Nähe von McClellan Creek im Gray County, Texas, an. Die so genannte „Schlacht“ war eigentlich ein Massaker an den von Kai-Wotche und Mow-way angeführten Indianern. Die total überraschten Männer, Frauen und Kinder wurden abgeschlachtet.
Viele Dorfbewohner wurden gefangen genommen und unter Bewachung nach Fort Concho gebracht, wo sie den gesamten Winter blieben.
Mackenzie benutzte die Indianer als Druckmittel gegenüber den Indianern, die die Reservation verlassen hatten. Sie sollten zurückkehren und ihre weißen Gefangenen freilassen.
Mackenzies Strategie ging auf und bereits kurz nach der Schlacht kamen Mow-way und Bull Bear mit ihren Kriegern in die Umgebung der Wichita Indianeragentur. Der Häuptling der Nokoni, Horseback, der selbst Familienmitglieder unter den Gefangenen der Comanche hatte, übernahm die Initiative die Comanche zu überzeugen, das gestohlene Vieh und die weißen Gefangenen im Austausch gegen ihre Familien zurückzugeben. Dies war das erste Mal, dass Truppen der Vereinigten Staaten die Comanche erfolgreich in der Comancheria angegriffen hatten. Es zeigte den Comanche gleichzeitig, dass die Staked Plains nicht mehr ein sicheres Rückzugsgebiet darstellten. Die Schlacht machte auch klar, dass man den Indianern nur ihre Dörfer zerstören und es ihnen so unmöglich machen müsste, außerhalb der Reservation zu überleben, um sie zur Rückkehr zu zwingen. Mackenzies Taktik war derart erfolgreich, dass General Sherman ihn ermächtigte, sie auch im Red River Krieg von 1874 anzuwenden. Sein Angriff auf das Dorf am Palo Duro Canyon und die Vernichtung der Comanche-Pferde am Tule Canyon im Jahre 1874 waren ein Spiegelbild der Schlacht.

### Der Red-River-Krieg
Während des Sommers 1874 begann die US-Armee unter General Nelson Appleton Miles einen Feldzug, um die Comanche, Kiowa, Kiowa-Apachen, die Südlichen Cheyenne und die Südlichen Arapaho aus der südlichen Prärie in die Reservationen im Indianer-Territorium zu vertreiben. Dadurch sollte die Region endgültig befriedet werden. Der „Red-River-Krieg“, wie er genannt wurde, führte zum Ende der Indianerkultur der südlichen Präriestämme und vernichtete ein ganzes Volk. Beschleunigend dabei wirkten auch die Büffeljäger, die die Lebensgrundlage der Indianer, den Büffel, fast zur Ausrottung brachten.
Während des Krieges gab es etwa 20 Gefechte zwischen Armeeeinheiten und den Indianern. Die gut ausgerüsteten und versorgten Armeesoldaten sorgten lediglich dafür, dass die Indianer ständig auf der Flucht waren, so zwangsläufig ohne Munition und Verpflegung waren und den Kampf daraufhin beenden mussten.

### Die zweite Schlacht von Adobe Walls
Die zweite Schlacht von Adobe Walls fand während des Red River Kriegs statt, als die Indianer mit steigender Verzweiflung feststellen mussten, dass die Büffeljäger ihre Essensvorräte vernichteten und damit die Lebensgrundlage ihres Volkes gefährdeten.
Daraufhin vereinigten sich Comanche, Kiowa, Cheyenne und andere Prärieindianerstämme. Es entstand eine Streitmacht von 700 Kriegern, die die bei den Ruinen von Adobe Walls lagernden Büffeljäger angreifen wollten. Am 27. Juni 1874 erschienen die Indianer am Lager der 28 Jäger, in dem sich auch eine Frau befand. Hätten die Jäger geschlafen, wie die Indianern vermutet hatten, wären sie wahrscheinlich sofort überrannt und getötet worden. Auch wenn die Angreifer Häuptling Quanah Parkers Plan gefolgt wären, die Gebäude unter eigenen Verlusten direkt anzugreifen, hätten die Jäger keine Überlebenschance gehabt. Die Verteidiger waren jedoch wach und konnten mit ihren weitreichenden Büffelgewehren den Angriff abwehren. Billy Dixon gelang dabei der wohl berühmteste Schuss des Westens, als er einen auf einer Klippe stehenden Indianer erschoss, der 1,5 km entfernt war. Als auch noch Quanah Parker verwundet wurde, brachen die Indianer den Angriff ab. Dies war der letzte große Versuch der Comanche, ihre Stammesgebiete zu verteidigen, die Unterschiede der Bewaffnung waren aber nicht auszugleichen.

### Mackenzies Feldzug gegen Quanah Parker
Nach der Geschichtsschreibung begann der Red-River-Krieg am 20. Juli 1874. An diesem Tag beauftragte General Sherman über Telegraf General Philip Sheridan mit einer Offensive gegen die Comanche und Kiowa in der Prärie von Westtexas und Oklahoma. Er sollte sie unter Anwendung von Mackenzies Taktik in ihren Winterlagern angreifen, die Lager zerstören und sie entweder töten oder in die Reservation treiben.
Oberst Mackenzie und die 41. Kavallerie verfolgten Quanah Parker und seine Krieger während des restlichen Jahres 1874 bis 1875. Aus fünf verschiedenen Richtung näherte er sich dabei den Indianerverstecken am Ostende des Llano Estacado. In der gewagtesten und entscheidenden Schlacht zerstörte Mackenzie am 28. September 1874 fünf Indianerdörfer im Palo Duro Canyon.
Die Vernichtung von 3.000 Indianerpferden im Tule Canyon brach dann endgültig den indianischen Widerstand, da damit neben den zerstörten Lagern und Verpflegungsreserven auch ihr letzter Besitz vernichtet worden war.
Am 5. November 1874 siegte Mackenzie mit seinen Truppen in einem letzten, kleineren Gefecht über die Comanche. Danach wurde er Kommandant von Fort Sill und überwachte von dort die Comanche-Kiowa und Cheyenne-Arapaho-Reservationen.

### Das Ende der texanischen Indianerkriege

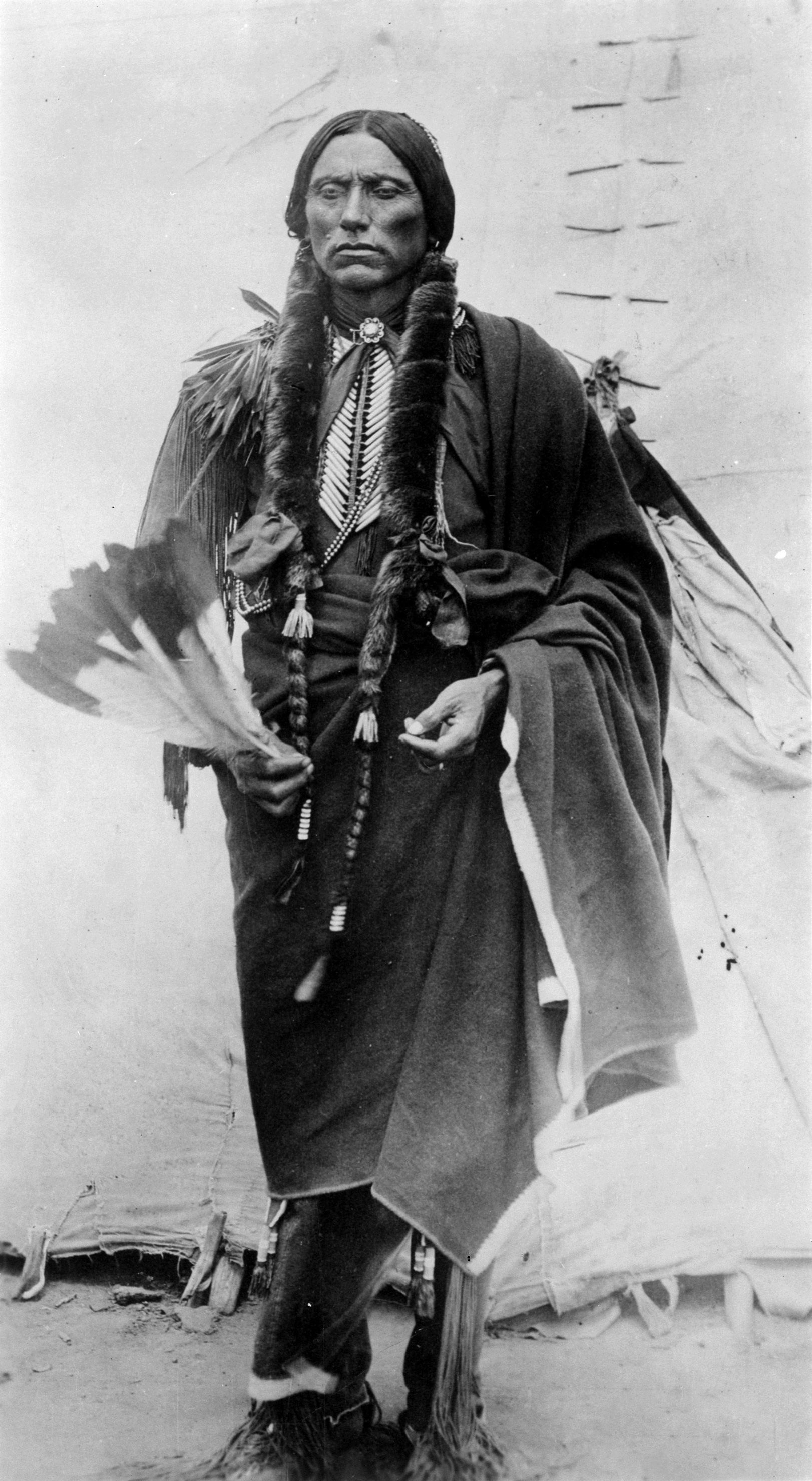
Quanah Parker, der letzte Kriegshäuptling der Komantschen.

Mackenzie sandte Jacob J. Sturm, einen Arzt und Übersetzer, zu Quanah Parker, um ihn zur Aufgabe zu bewegen. Sturm fand Quanah, den er als einen „jungen Mann mit viel Einfluss bei seinem Volk“ beschrieb, und brachte sein Anliegen vor. Mackenzie hatte sein Wort gegeben, dass Quanahs Volk ehrenhaft behandelt und niemand angeklagt würde, wenn Quanah aufgeben würde. Andernfalls würde jeder Krieger, jede Frau und jedes Kind gejagt werden. Quanah Parker erklärte später, dass er selbst bereit war zu sterben, aber er wollte nicht, dass Frauen und Kinder getötet werden. Quanah glaubte daher den Drohungen Mackenzies. Sturm berichtete später, dass Quanah erzählte, dass er zu einem Tafelberg geritten sei, wo er einem Wolf begegnet sei, der auf ihn zugetrottet sei. Der Wolf heulte und entfernte sich dann in Richtung Nordosten. Über ihm sei ein Adler geflogen und habe mit seinen Flügeln in Richtung Fort Sill gezeigt. Die Zeichen überzeugten Quanah Parker und am 2. Juni 1875 führte er seinen Stamm nach Fort Sill im heutigen Oklahoma und kapitulierte dort.
Das war das Ende der Prärieindianer als eigenverantwortliches Volk.
Quanah Parker wurde von seinem Erzfeind Mackenzie als alleiniger Häuptling der Comanche eingesetzt. Er arbeitete hart daran, seinem Volk Bildung nahezubringen und ihm ein Überleben in der Welt des weißen Mannes zu ermöglichen.
Er versuchte außerdem das Land seines Volkes zusammenzuhalten und, als das nicht gelang, einen möglichst guten Preis dafür zu erzielen.

## Militärische Analyse

### Krankheiten
Krankheiten, die hauptsächlich durch die Europäer eingeschleppt worden waren, bedeuteten einen dramatischen Einschnitt in das Leben der Indianer. Der Anthropologe John C. Ewers zählte nicht weniger als 30 große Epidemien, hauptsächlich Windpocken und Cholera, die zwischen 1528 und 1890 stattfanden und etwa 90 % der texanischen Indianer auslöschten.
Über die Hälfte der Population der Comanche wurde in nur zwei Epidemien von 1780 bis 1781 und von 1816 bis 1817 ausgelöscht. In Zahlen bedeutet dies, dass die Comanche von über 20.000 Personen auf weniger als 8.000 in diesen zwei Epidemien schrumpfte. Die technische und militärische Überlegenheit der Texaner mag ihr Übriges getan haben, aber der Hauptgrund für den Niedergang der Prärieindianer waren die Krankheiten.

### Waffen
Zu Zeiten der texanischen Revolution gab es 30.000 englische, spanische und mexikanische Siedler in Texas und schätzungsweise 15.000 Indianer. Die Siedler waren mit einschüssigen Schusswaffen ausgerüstet, die, insbesondere gegen die Comanche, völlig unzureichend waren.
Diese waren besonders durch die meisterhafte Beherrschung von Kavallerietaktiken und als berittene Bogenschützen eine tödliche Bedrohung für Verteidiger, die nach jedem Schuss neu laden mussten. Da sie mit ihren Pferden ständig in Bewegung waren, fiel auch ein gezielter Schuss im Durcheinander einer Schlacht sehr schwer. Obwohl die Comanche schnell lernten, mit den einschüssigen Waffen umzugehen, lehnten sie deren Gebrauch ab, weil sie mit ihren Bögen schneller schießen konnten. Sie, zusammen mit ihren Todfeinden (und ab Mitte der 1830er Jahre Verbündeten), den Apachen, waren es auch, die der spanischen Eroberung in Nordamerika ein Ende setzten. Ihnen gelang, was neben den Apachen nur wenigen Stämmen gelungen war, ihr Stammesgebiet gegen die militärisch erfahrenen Spanier und Mexikaner zu verteidigen und dieses sogar noch zu erweitern.
Gegen Ende des 18. Jahrhunderts sollen die Comanche durch ihre Beutezüge im Besitz jedes Pferdes in New Mexico gewesen sein.
Dieser taktische Vorteil blieb den Indianern, insbesondere den Comanche, bis zur Erfindung des Repetiergewehres und des Revolvers erhalten. Die Schlacht am Bandera Pass war die erste, bei der die Texaner durch den Einsatz von Revolvern einen militärischen Vorteil erlangen konnten.
1860 gab es weniger als 8.000 Indianer und etwa 600.000 Siedler in Texas. Diese hatten nun auch Zugang zu Repetiergewehren und Revolvern.